# Eddie Dean
Eddie Dean är en fiktiv figur och en av huvudpersonerna i Det mörka tornet-serien, skapad av den amerikanska författaren Stephen King. Han introducerades i den andra boken i serien, De tre blir dragna, och har sedan dess varit en av protagonisterna i Rolands ka-tet.
Roland Deschain möter Eddie Dean första gången, genom en dörr in i hans undermedvetna märkt med ordet Fången, där han iakttar hur Eddie försöker smuggla kokain på ett flygplan på väg till New York, som ett jobb för maffiabossen Enrico Balazar. Han är nära att åka fast i tullen, men Roland hjälper honom genom att ta med sig kokainet till Mittvärlden. Under seriens gång utvecklas Eddie Dean från opålitlig knarkare till fullfjädrad revolverman.